# Seemuck
Seemuck ist ein Weiler in der Gemarkung Irschenbach und ein Ortsteil der Gemeinde Haibach im niederbayerischen Landkreis Straubing-Bogen.
Er liegt in zwei Kilometer Entfernung (Luftlinie) westlich des Ortskerns von Haibach an der Straße zwischen Roßhaupten und Irschenbach und links am Schneckenberger Wasser. Bis Ende 1970 war Seemuck ein Ortsteil der ehemaligen Gemeinde Irschenbach.